# Ida Galli
Ida Galli (meist als Evelyn Stewart; * 9. April 1939 in Sestola) ist eine italienische Schauspielerin.

## Leben
Galli spielte nach einer kurzen Schauspielausbildung beim Istituto Magistrale und ihrem Umzug nach Rom ab 1959 kleine Nebenrollen beim Film, u. a. in Das süße Leben von Federico Fellini. Sie spielte in Frankreich unter Regie von Édouard Molinaro und arbeitete mit weiteren wichtigen Regisseuren der beginnenden 1960er-Jahre, so auch mit Luchino Visconti bei Der Leopard. Ab Mitte des Jahrzehntes sah man sie hauptsächlich in Genrefilmen, häufig Italowestern, in denen sie als Evelyn Stewart geführt wurde. Sie benutzte aber auch die Pseudonyme Arianna Galli, Ina Galli, Arianna Heston, Isli Oberon und Priscila Steele. Nach Mitte der 1970er-Jahre war sie nur noch sehr selten zu sehen.

## Filmografie (Auswahl)
- 1960: Messalina (Messalina Venere imperatrice)
- 1960: Das süße Leben (La dolce vita)
- 1961: Liebe, Freiheit und Verrat (Legge di guerra)
- 1961: Das Spukschloß in der Via Veneto (Fantasmi a Roma)
- 1961: Vampire gegen Herakles (Ercole al centro della terra)
- 1962: Die Zerstörung von Rom (Il crollo di Roma)
- 1963: Der Dämon und die Jungfrau (La frusta e il corpo)
- 1963: Der Leopard (Il gattopardo)
- 1965: Adios Gringo (Adiós gringo)
- 1965: Jetzt sprechen die Pistolen (Perché uccidi ancora)
- 1965: Ein Loch im Dollar (Un dollaro bucato)
- 1965: Sancho – dich küßt der Tod (Sette magnifiche pistole)
- 1965: Vergeltung am Wichita-Paß (Gli eroi di Fort Worth)
- 1966: Django – Nur der Colt war sein Freund (Django spara per primo)
- 1966: Im Netz der goldenen Spinne (Operazione ‘Lady Chaplin’)
- 1968: Django spricht das Nachtgebet (Il suo nome gridava vendetta)
- 1968: Django spricht kein Vaterunser (Quel caldo maledetto giorno di fuoco)
- 1968: Der schöne Körper der Deborah (Il dolce corpo di Deborah)
- 1968: Tre croci per non morire
- 1969: Heiß über Afrikas Erde (La battaglia del deserto)
- 1969: Stukas über London (La battaglia d’Inghilterra)
- 1971: Das Messer (Una farfalla con le ali insanguinate)
- 1971: I quattro pistoleri di Santa Trinità
- 1971: Der Schwanz des Skorpions (La coda dello scorpione)
- 1973: Kennst Du das Land, wo blaue Bohnen blüh’n? (Lo chiamavano Tresette… giocava sempre col morto)
- 1973: Küçük Kovboy
- 1975: Flash Solo (Il giustiziere sfida la città)
- 1977: Die Killer-Meute (Napoli spara!)
- 1978: Die große Offensive (Il grande attacco)
- 1989: Fratelli d’Italia